# Albert Sidney Fleischman
Pour les articles homonymes, voir Fleischman.
Albert Sidney Fleischman, né le 16 mars 1920 à Brooklyn, New York et mort le 17 mars 2010 à Santa Monica en Californie, est un écrivain américain de roman policier, de roman d'espionnage et sous le pseudonyme de Sid Fleischman de littérature d'enfance et de jeunesse.

## Biographie
Les parents d'Albert Sidney Fleischman sont d'origine juive russe. Ils partent de Brooklyn à San Diego en Californie alors que le jeune Albert n'a que deux ans. Il découvre rapidement la magie. Tout en poursuivant ses études, il se produit comme prestidigitateur dans les boîtes de nuit. En 1939, il publie son premier livre sur la magie Between Cocktails. Il commence des études universitaires au San Diego State University
interrompues par la Seconde Guerre mondiale au cours de laquelle il sert sur un destroyer d’escorte dans le Pacifique.
Il publie en 1948 son premier roman The Straw Donkey Case tout en continuant ses études sanctionnées par l’obtention en 1949 d’un baccalauréat en anglais. Il travaille quelque temps comme journaliste au San Diego Daily Journal (en). Il continue de publier plusieurs romans policiers, d'espionnage et d'aventures. En 1955, il adapte son roman Blood Alley à la demande de William A. Wellman pour le film homonyme interprété par John Wayne et Lauren Bacall. C’est le début d’un travail avec l’industrie cinématographique qui dure pendant plusieurs décennies au cours desquelles il travaille également avec Sam Peckinpah et Kirk Douglas.
Père de trois enfants, il écrit en 1962 Mr Mysterious & Company, son premier roman pour la jeunesse signé Sid Fleischman, nom qu’il garde pour signer toutes ses œuvres dans ce genre. Il obtient deux prix littéraires, le Boston Globe-Horn Book Award en 1979 pour Humbug Mountain et la médaille Newbery en 1987 pour The Whipping Boy. Devant son succès dans ce genre littéraire, il est le candidat américain pour le prix Hans Christian Andersen en 1994. En 2003, la Society of Children's Book Writers and Illustrators (en) crée le prix Sid Fleischman dont il est le premier récipiendaire.

## Œuvre

### Romans policiers
- The Straw Donkey Case, 1948
- Murder’s No Accident, 1949
- The Venetian Blonde, 1964
  - Sans atouts, Série noire no 956, 1965

### Romans d'espionnage
- Shangaï Flame, 1951
- Look Behind You Lady, 1952
  - Gardez-vous à gauche, Série noire no 949, 1965
- Danger in Paradise, 1954
  - Périls au paradis, Série noire no 976, 1965
- Counterspy Express, 1954
  - Train d'enfer, Fleuve noir collection Espionnage no 71, 1955
- Malay Woman, 1954

### Roman d’aventures
- Blood Alley, 1955

### Western
- Yellowleg, 1961

### Romans d’enfance et de jeunesse signés Sid Fleischman

#### SérieMr. Mysterious
- Mr. Mysterious & Co (1962)
  - Monsieur Mystère et Cie, Hachette, Bibliothèque verte no 344, 1967
- Mr. Mysterious's Secrets of Magic (1975)

#### SérieMcBroom
- McBroom Tells the Truth (1966)
- McBroom and the Big Wind (1967)
- McBroom's Ear (1969)
- McBroom's Ghost (1971)
- McBroom's Wonderful One-acre Farm (1972)
  - Incroyables Aventures de Mister Mac Miffic, Nathan, « Arc en poche » no 106, 1979
- McBroom's Zoo (1972)
- McBroom the Rainmaker (1973)
- McBroom Tells a Lie (1975)
- Here Comes McBroom (1976)
  - Le Retour de Mister Mac Miffic, Nathan, « Arc en poche » no 107, 1979
- McBroom and the Beanstalk (1978)
- McBroom and the Great Race (1980)
- McBroom's Almanac (1984)

#### SérieThe Bloodhound Gang
The Bloodhound Gang était une série télévisée présentant trois jeunes détectives s'appuyant sur la science pour résoudre des affaires. Elle constituait une séquence indépendante au sein de l'émission 3-2-1 Contact.
- The Case of the Cackling Ghost, 1981
- The Case of the Flying Clock, 1981
- The Case of the Secret Message, 1981
- The Case of Princess Tomorrow, 1981
- The Case of the 264 Pound Burglar, 1982
- The Bloodhound Gang's Secret Code Book, 1982

#### Autres romans
- By the Great Horn Spoon !, 1963
  - Jack, chercheur de trésor, Hachette, Bibliothèque verte, 1965
  - Le Faiseur de pluie, L'École des loisirs, 2004
- The Ghost in the Noonday Sun, 1965
  - L'Homme qui brillait la nuit, Hachette, Bibliothèque verte, 1974 ; réédition, Le Livre de poche « jeunesse » no 33, 1980
- Chancy and the Grand Rascal, 1966
  - Le Grand Coquin du Missouri, Hachette, Bibliothèque verte, 1975
- Longbeard the Wizard, 1970
- Jingo Django, 1971
  - Django, le gitan du Texas, Hachette, Bibliothèque verte, 1975
  - Jingo Jango, L'École des Loisirs, 1998
- The Wooden Cat Man, 1972
- The Ghost on Saturday Night, 1974
  - Le Fantôme du samedi soir, Hachette, « Tapis volant », 1980 ; réédition (avec Un bandit sur un bourrin borgne), Le Livre de poche « jeunesse » no 234, 1986
- Me and the Man on the Moon-Eyed Horse, 1977 (autre titre The Man on the Moon-Eyed Horse)
  - Un bandit sur un bourrin borgne, Hachette, « La Bouteille d'encre », 1979 ; réédition (avec Le Fantôme du samedi soir), Le Livre de poche « jeunesse » no 234, 1986
- Kate's Secret Riddle Book, 1977
- Humbug Mountain, 1978 (Boston Globe-Horn Book Award 1979)
  - Le Mont Faribole, Hachette, Bibliothèque rose, 1981 ; réédition, Le Livre de poche « jeunesse » no 296, 1990
- Jim Bridger's Alarm Clock, 1978
- The Hey Hey Man, 1979
- The Whipping Boy, 1986 (Médaille Newbery 1987)
  - Le Souffre-douleur, L'École des Loisirs, 1987
- The Scarebird, 1988
- The Midnight Horse, 1990
  - Le Cheval de minuit, L'École des Loisirs, 1993
- Jim Ugly, 1992
  - Jim l'Affreux, L'École des Loisirs, 1994
- The 13th Floor: A ghost story, 1995
  - Le Treizième Étage, L'École des Loisirs, 1998
- Bandit's Moon, 1998
- A Carnival of Animals, 2000
- Bo and Mzzz Mad, 2001
  - Bo et Mad, Paris, L'École des loisirs, 2005
- Disappearing Act, 2003
- The Giant Rat of Sumatra, 2005
- The White Elephant, 2006
- The Entertainer and the Dybbuk, 2008
- The Dream Stealer, 2009

### Ouvrages sur la magie
- Between Cocktails, 1939
- Ready, Aim, Magic! (coécrit avec Bob Gunther), 1942
- Call the Witness (coécrit avec Bob Gunther), 1943
- The Blue Bug (coécrit avec Bob Gunther), 1947
- Top Secrets (coécrit avec Bob Gunther), 1947
- Magic Made Easy, 1953
- Mr. Mysterious's Secrets of Magic, 1975 (autre titre Secrets of Magic)
- The Charlatan's Handbook, 1993

## Filmographie
- 1955 : L'Allée sanglante, adaptation de Blood Alley réalisée par William A. Wellman
- 1956 : Adieu Lady (Good-bye, My Lady) réalisée par William A. Wellman
- 1958 : C'est la guerre, réalisé par William A. Wellman
- 1958 : Spy in the Sky!, adaptation de Train d'enfer réalisée par W. Lee Wilder
- 1961 : New Mexico, adaptation de Yellowleg réalisée par Sam Peckinpah
- 1967 : L'Honorable Griffin, adaptation de By the Great Horn Spoon réalisée par James Neilson
- 1971 : The Adventures of Bullwhip Griffin, 3 épisodes de la saison 17 de la série télévisée Disney Parade, adaptations de By the Great Horn Spoon réalisés par James Neilson
- 1973 : Scalavag, réalisé par Kirk Douglas
- 1973 : Ghost in the Noonday Sun, adaptation du roman homonyme réalisée par Peter Medak
- 1994 : The Whipping Boy, film TV, adaptation du roman homonyme réalisée par Syd Macartney

## Sources
- Claude Mesplède, Les Années Série noire vol.2 (1959-1966) Encrage « Travaux » no 17, 1993
- Claude Mesplède et Jean-Jacques Schleret, SN Voyage au bout de la noire, Futuropolis, 1982